# Ariamnes huinakolu
Ariamnes huinakolu är en spindelart som beskrevs av Gillespie och Rivera 2007. Ariamnes huinakolu ingår i släktet Ariamnes och familjen klotspindlar. Inga underarter finns listade i Catalogue of Life.